# Saltos ornamentais no Campeonato Mundial de Esportes Aquáticos de 2024 - Trampolim 3 m sincronizado feminino

A prova do trampolim 3 m sincronizado feminino dos saltos ornamentais no Campeonato Mundial de Esportes Aquáticos de 2024 foi realizada no dia 7 de fevereiro de 2024 em Doha, no Catar.

## Cronograma
Todos os horários estão na hora local (UTC+3).
| Data           | Hora  | Evento |
| -------------- | ----- | ------ |
| 7 de fevereiro | 13:02 | Final  |

## Formato da competição
A competição consiste em apenas uma rodada final, a equipe com melhor pontuação garante a medalha de ouro.

## Medalhistas
| Ouro                            | Prata                                        | Bronze                                             |
| China · Chang Yani · Chen Yiwen | Austrália · Maddison Keeney · Anabelle Smith | Grã-Bretanha · Yasmin Harper · Scarlett Mew Jensen |

## Resultados
A final foi realizado no dia 7 de fevereiro às 13:02.
| Pos.              | Nacionalidade  | Saltadoras                        |        |
| Pos.              | Nacionalidade  | Saltadoras                        | Pontos |
| ----------------- | -------------- | --------------------------------- | ------ |
| Medalha de ouro   | China          | Chang Yani Chen Yiwen             | 323.43 |
| Medalha de prata  | Austrália      | Maddison Keeney Anabelle Smith    | 300.45 |
| Medalha de bronze | Grã-Bretanha   | Yasmin Harper Scarlett Mew Jensen | 281.70 |
| 4                 | Estados Unidos | Alison Gibson Krysta Palmer       | 279.30 |
| 5                 | Ucrânia        | Viktoriya Kesar Hanna Pysmenska   | 277.47 |
| 6                 | Alemanha       | Lena Hentschel Jette Müller       | 273.93 |
| 7                 | México         | Arantxa Chávez Paola Pineda       | 269.55 |
| 8                 | Itália         | Elena Bertocchi Chiara Pellacani  | 260.28 |
| 9                 | Malásia        | Ng Yan Yee Nur Dhabitah Sabri     | 258.30 |
| 10                | Coreia do Sul  | Kim Su-ji Kwon Ha-lim             | 257.10 |
| 11                | Países Baixos  | Inge Jansen Celine van Duijn      | 255.30 |
| 12                | Suécia         | Emma Gullstrand Elna Widerström   | 233.46 |
| 13                | Brasil         | Luana Lira Anna Santos            | 230.70 |
| 14                | França         | Jade Gillet Naïs Gillet           | 224.88 |
| 15                | Canadá         | Mia Vallée Pamela Ware            | 201.27 |
| 16                | Chéquia        | Tereza Jelínková Ivana Medková    | 180.24 |
| 17                | Geórgia        | Mariam Shanidze Tekle Sharia      | 176.97 |
| 18                | Macau          | Wong Cho Yi Zhao Hang U           | 147.78 |